# Marguerite Long
Marguerite Marie-Charlotte Long, más conocida como Marguerite Long (Nîmes, Francia, 13 de noviembre de 1874 - París, 13 de febrero de 1966) fue una pianista francesa, especialmente conocida por haber estrenado el concierto para piano en sol mayor de Maurice Ravel, el 14 de enero de 1932.
Hija de Peter Long y Anna Theron, estudió con Henri Fissot en el Conservatorio de París, ganando el premier prix en 1891, y privadamente con Antoine Marmontel. Marguerite Long enseñó en este conservatorio hasta 1940. En 1920 fundó su propia escuela de música.
Pianista de reconocimiento internacional, destacó por sus interpretaciones del repertorio francés de la época moderna, además de la música de Chopin y el repertorio romántico. Su marido, José Marliave, fue un musicólogo conocido por su trabajo en los cuartetos de Beethoven.
Fue amiga de Gabriel Fauré, Claude Debussy, Pierre Vellones o Maurice Ravel.
Marguerite Long ofreció el estreno de Le Tombeau de Couperin y el Concierto en Sol de Ravel. Entre sus alumnos destacan Lucette Descaves, Bruno Gelber, Jacques Février, Samson François y Miguel Ángel Estrella.

## Biografía
De adolescente fue admitida en el Conservatorio de París. Se graduó con quince años con el primer premio de piano. Tras esto, se convirtió en alumna de Antoine Marmontel.
Se inicia en el mundo de los conciertos en París, el 28 de febrero de 1893, con 19 años. Su carrera se vio frenada por los prejuicios sociales, ya que se negaba a las mujeres cualquier capacidad creativa. 
Se casó con el musicólogo José Marliave en 1895.
En 1906 fue nombrada profesora en el Conservatorio de París, donde enseñó hasta 1940. 
En 1914 su marido murió en la Primera Guerra Mundial, y Claude Debussy le ofreció que trabajara junto a él, convirtiéndose entonces en una de las figuras que más información aportaría sobre este compositor.
Tras la muerte de Debussy, ya sería amiga de Maurice Ravel. Este compuso Le tombeau de Couperin en honor a sus amigos muertos en batalla, y la última de las piezas que las conforman se la dedicaría Marguerite Long a su marido, Joseph Marliave.
Durante el año 1932 realizaría una gira por Europa, en la que estrenaría el concierto para piano en sol mayor de Ravel.
A partir de 1940 formaría una agrupación de cámara junto al violinista Jacques Thibaud. 
En junio de 1956, el gobierno francés promovió un concierto en la Sorbona en honor de Long y su contribución a la vida musical francesa. Ella, con 81 años, tocó la Ballade, Op. 19 de Gabriel Fauré con la Orchestre National de France bajo la batuta Charles Munch. La pieza central fue el estreno de una suite escrita de forma colaborativa en su honor por ocho compositores franceses, titulada Variations sur le nom de Marguerite Long.
Marguerite Long murió en París en 1966, a los 91 años.